# Enrique Borda

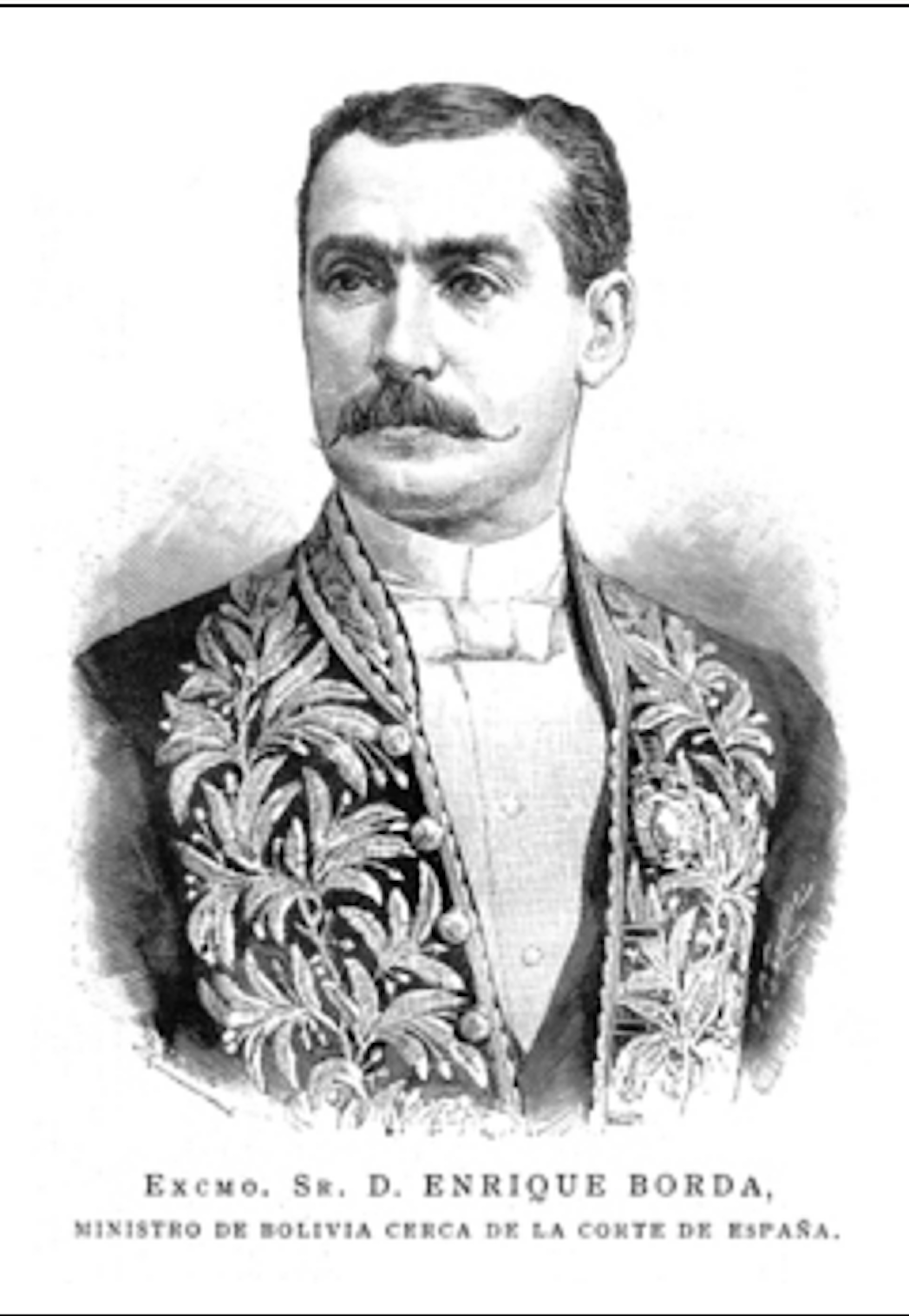
Enrique Borda, Ministro de Bolivia ante la corte de España. Illustracion de periodico ca. 1888.

Enrique Borda Quiroga (Cochabamba, 1841-Cochabamba, 21 de junio de 1897) fue un abogado, empresario y político boliviano.

## Biografía
Enrique Borda era doctor de leyes y en 1883 publicó una propuesta para reformar el sistema electoral boliviano, Indicaciones para la reforma del sistema electoral en Bolivia (Cochabamba: Imprenta el Siglo, 1883).
Fue nombrado Ministro de Instrucción, Justicia y Cultura por el gobierno liberal de Aniceto Arce, cargo que ejerció del 23 de octubre de 1888 hasta su renuncia el 12 de marzo de 1889.
Al poco tiempo Arce lo nombra ministro plenipotenciario ante la corte de España. Borda ejerció de embajador en Madrid hasta después de las elecciones del 1892. El gobierno conservador de Mariano Baptista lo nombró Ministro de Hacienda e Industria el 26 de noviembre de 1892, puesto que Borda ejerció hasta el 22 de mayo de 1895. Falleció a los 48 años en 1897.